# Valivé ložisko
Valivá ložiska jsou ložiska, která pomocí valivých rotačních elementů mezi vnějším a vnitřním kroužkem ložiska snižují tření mezi hřídelí a součástí, ve které je hřídel uložena.

## Druhy valivých ložisek
Druh použitých valivých elementů pak definuje druh ložiska. Mezi nejpoužívanější druhy valivých ložisek patří:
- Kuličkové ložisko
  - radiální
  - axiální
- Válečkové ložisko
- Kuželíkové ložisko
- Jehlové ložisko
- Soudečkové ložisko

Radiální ložisko zachycuje tlaky kolmé na osu otáčení, kdežto axiální ložisko zachycuje tlaky rovnoběžné s osou otáčení. Kuličková ložiska se vyrábějí v obou variantách, kdežto kuželíková ložiska mohou obojí funkci kombinovat. Válečková, soudečková i jehlová ložiska jsou vždy radiální.

## Princip funkce
Při otáčení hřídele v pouzdře vzniká smykové tření. Valivá ložiska nahrazují smykové tření valivým třením valivých elementů (kuliček, válečků atd.) Valivé elementy se pohybují mezi vnitřním a vnějším kroužkem, v nichž je u většiny ložisek vybroušena odpovídající vodicí drážka. U většiny ložisek jsou valivé elementy vsazeny do věnce, který mezi nimi udržuje pravidelné odstupy, aby se netřely o sebe navzájem.

## Historie valivých ložisek
Z archeologických záznamů není jasné, zda bylo objeveno dříve kolo či ložisko (kolo či hřídel vyžaduje na spoji vždy takové uložení - například kluzné ložisko). Historii valivých ložisek můžeme rozdělit do několika etap:

### Starověk
Výhody valivého tření byly známy už ve starém Egyptě. Egypťané používali dřevěné kůly k tomu, aby mohli dopravit balvany z lomů k místu, kde se stavěly různé stavby, např. pyramidy. Kuličková ložiska byla nalezena na římských lodích, které byly potopeny v jezeře Nemi.

### Středověk
V 15. století popsal Leonardo da Vinci válečkové ložisko. Na konci středověku technici znali výhody valivého tření, ale nebyli schopni vyrobit valivé ložisko, protože jejich technika nebyla dostatečně vyspělá. Valivá ložiska totiž nutně vyžadují velmi vysokou přesnost zpracování.

### Novověk
Na přelomu 18. a 19. století se používaly koule vyrobené z litiny a bronzu, které se valily ve speciálních žlabech. Tato technika se používala pro přemístění těžkých věcí na malé vzdálenosti. V roce 1820 bylo patentováno valivé ložisko pro jízdní kola a o 3 roky později byl založen v Evropě první závod na kuličková ložiska.

### Současnost
V dnešní době je valivé ložisko nezbytné ve strojním, automobilovém a jiném průmyslu. Existují stovky druhů valivých ložisek, jejich výroba se neustále zdokonaluje. Tím stoupá i nosnost ložisek. Na celém světě se vyrábí více než půl milionu valivých ložisek denně.[zdroj?] Byla už vyrobena valivá ložiska např. pro 120 000 ot. /min (u vřetena brusky), ložisko s vnějším průměrem 1 mm (do kapesních hodinek) nebo radiální ložisko o průměru 2075 mm (pro soustruh).

## Značení ložisek
Každé ložisko má označení, podle kterého jde jednoznačně identifikovat např. pro výměnu.
Ložiska si značí každý výrobce podle vlastní normy, existuje ale univerzální značení doporučené ČSN ISO.

## Výhody valivých ložisek
- Valivá ložiska mají nízké ztráty.
- Valivé ložisko může být plně zatíženo i za klidu.
- Dobře snáší vysoké otáčky a teploty.
- Snadná vyměnitelnost díky jejich normalizaci.
- Velká spolehlivost.
- Nepatrné opotřebení.

## Nevýhody valivých ložisek
- Valivá ložiska velmi špatně snášejí rázy.
- Netlumí vibrace.
- Jsou velmi náročná na výrobu a na přesnost.
- Hlučnost, která se projeví hlavně při vyšších otáčkách.